# Кипр на «Евровидении-1990»
Кипр принимал участие в тридцать пятом выпуске телевизионного конкурса Евровидение-1990, который состоялся 5 мая в Загребе, СР Хорватия, Югославия. Страну представлял певец Харис Анастасиу с танцевальной песней Milas poli ("Ты говоришь слишком много"), написанной им самим в соавторстве с Джоном Уикером. По итогам голосования он занял 14-е место из 22, набрав 36 баллов. Тем не менее, Milas poli стала предшественницей кипрской заявки на Евровидение-1991 S.O.S. в исполнении Елены Патроклу. Конкурс был показан CyBC на канале RIK 1 с комментариями Неофитоса Талиотиса. Глашатаем от Кипра была Анна Партелиду.

## Предыстория
К моменту участия на конкурсе 1990 года Кипр выступал на Евровидение восемь раз с момента своего дебюта в 1981 году. Самым лучшим результатом страны стало пятое место, которого она добилась в 1982 году с песней Mono i agapi в исполнении Анны Висси. Самым худшим результатом Кипра стало последнее место на Евровидение-1986, когда заявка Tora zo в исполнении Элпиды набрала только 4 очка. Помимо этого, Кипр был дисквалифицирован с конкурса 1988 года, после того, как было обнаружено, что песня Thimame в исполнении Янниса Деметриу уже выпускалась ранее в Финляндии. На Евровидение-1989 представители страны Янис Савидакис и Фани Полимери с песней Apopse as vrethoume заняли 11-е место, набрав 51 очко.

## До «Евровидения»

### Национальный финал
Начиная с 1981 года кипрский вещатель CyBC отвечает за организацию отбора заявки на Евровидение и дальнейшую трансляцию конкурса. С момента своего дебюта CyBC всех исполнителей и песен утверждала путём внутреннего отбора. Однако не удовлетворившись последними результатами страны вещатель решил впервые организовать национальный финал с участием нескольких артистов и песен. Он состоялся 13 марта 1990 года в Международном Конференц-центре Никосии. Ведущим был Ставрос Лурас. Десять песен в исполнении девяти артистов (Кэти Хартозия пела дважды, а Харис Анастасиу пел трижды) было представлено, а победитель определялся голосами экспертного жюри. Среди конкурсантов были будущие представители Кипра на Евровидении: Алекс Панайи (1995, 2000) и Эвридики (1992, 1994, 2007).
| Порядковый номер | Исполнитель                     | Название песни       | Очки | Место |
| ---------------- | ------------------------------- | -------------------- | ---- | ----- |
| 1                | Лукас Хаматсос и Мария Сакали   | Ti nichta afti       | 77   | 10    |
| 2                | Харис Анастасиу                 | Kante me star        | 148  | 3     |
| 3                | Харис Анастасиу                 | Chronia polla        | 113  | 8     |
| 4                | Кэти Хартозия                   | Mono essi            | 145  | 5     |
| 5                | Яннис Деметриу                  | Synantithikame       | 116  | 7     |
| 6                | Кэти Хартозия и Никос Логофетис | San mia mousiki      | 108  | 9     |
| 7                | Кристис Фантеос                 | Yia sena asteri mou  | 135  | 6     |
| 8                | Харис Анастасиу                 | Milas poli           | 178  | 1     |
| 9                | Эвридики                        | Ta logia pou mou les | 166  | 2     |
| 10               | Алекс Панайи                    | Pistevo              | 148  | 3     |

## На «Евровидении»
В Загребе Харис Анастасиу выступал под номером 21, между Австрией и Финляндией. По итогам голосования он занял 14-е место из 22, набрав 36 очков. 12 очков кипрское жюри присудило победителю конкурса, Италии. Дирижёром оркестра во время исполнения кипрской заявки был Станко Селак.

### Голосование
| Очки      | Страна                        |
| --------- | ----------------------------- |
| 12 баллов |                               |
| 10 баллов |                               |
| 8 баллов  |                               |
| 7 баллов  |                               |
| 6 баллов  | - Греция - Финляндия - Швеция |
| 5 баллов  | - Бельгия - Израиль           |
| 4 балла   | - Италия                      |
| 3 балла   |                               |
| 2 балла   | - Дания - Норвегия            |
| 1 балл    |                               |

| Очки      | Страна         |
| --------- | -------------- |
| 12 баллов | Италия         |
| 10 баллов | Югославия      |
| 8 баллов  | Испания        |
| 7 баллов  | Франция        |
| 6 баллов  | Греция         |
| 5 баллов  | Люксембург     |
| 4 балла   | Дания          |
| 3 балла   | Великобритания |
| 2 балла   | Нидерланды     |
| 1 балл    | Швейцария      |